# Anatolij Alabjew
Anatolij Nikołajewicz Alabjew (ros. Анатолий Николаевич Алябьев, ur. 12 grudnia 1951 w Daniłkowie (pod Wielskiem), zm. 11 stycznia 2022 w Petersburgu) – radziecki i rosyjski biathlonista, trener i wykładowca, reprezentant Związku Radzieckiego, trzykrotny medalista olimpijski oraz dwukrotny medalista mistrzostw świata.

## Życiorys
W Pucharze Świata zadebiutował w sezonie 1977/1978. Pierwsze punkty wywalczył 25 marca 1978 roku w Murmańsku, zajmując drugie miejsce w biegu indywidualnym. W zawodach tych rozdzielił na podium dwóch rodaków: Nikołaja Krugłowa i Władimira Artiemjewa. W kolejnych startach jeszcze sześć razy stawał na podium, odnosząc przy tym trzy zwycięstwa: 30 marca 1979 roku w Sodankylä i 16 lutego 1980 roku w Lake Placid był najlepszy w biegu indywidualnym, a 24 stycznia 1981 roku w Anterselvie triumfował w sprincie. Najlepsze wyniki osiągnął w sezonie 1980/1981, kiedy zajął drugie miejsce w klasyfikacji generalnej. Wyprzedził go jedynie Frank Ullrich z NRD.
Na igrzyskach olimpijskich w Lake Placid w 1980 roku zdobył trzy medale. Najpierw zdobył złoty medal w biegu indywidualnym, wyprzedzając Franka Ullricha i jego rodaka, Eberharda Röscha. Następnie zajął trzecie miejsce w sprincie, ulegając tylko Ullrichowi i Władimirowi Alikinowi z ZSRR. Ponadto wspólnie z Alikinem, Władimirem Barnaszowem i Aleksandrem Tichonowem zwyciężył też w sztafecie. Na rozgrywanych rok później mistrzostwach świata w Lahti był szósty w biegu indywidualnym, siódmy w sprincie, a w sztafecie zdobył brązowy medal. Brał też udział w mistrzostwach świata w Mińsku, gdzie drużyna ZSRR w składzie: Władimir Alikin, Władimir Barnaszow, Wiktor Siemionow i Anatolij Alabjew zdobyła brązowy medal. Na tej samej imprezie był też dziesiąty w sprincie.
Po zakończeniu czynnej kariery został trenerem, prowadząc między innymi reprezentację Rosji w latach 1990–1998. W 1981 roku ukończył studia na Wojskowym Instytucie Kultury Fizycznej w Leningradzie. Od 1998 roku był wykładowcą.
Został odznaczony m.in. Orderem Czerwonego Sztandaru Pracy.

## Osiągnięcia

### Igrzyska olimpijskie
| Rok  | Miejscowość | Konkurencje | Konkurencje | Konkurencje | Konkurencje | Konkurencje | Konkurencje | Konkurencje |
| Rok  | Miejscowość | IN          | SP          | PU          | MS          | RL          | MR          | SR          |
| ---- | ----------- | ----------- | ----------- | ----------- | ----------- | ----------- | ----------- | ----------- |
| 1980 | Lake Placid | 1.          | 3.          | nd.         | nd.         | 1.          | nd.         | –           |

### Mistrzostwa świata
| Rok  | Miejscowość | Konkurencje | Konkurencje | Konkurencje | Konkurencje | Konkurencje | Konkurencje | Konkurencje |
| Rok  | Miejscowość | IN          | SP          | PU          | MS          | RL          | MR          | SR          |
| ---- | ----------- | ----------- | ----------- | ----------- | ----------- | ----------- | ----------- | ----------- |
| 1981 | Lahti       | 6.          | 7.          | nd.         | nd.         | 3.          | nd.         | –           |
| 1982 | Mińsk       | –           | 10.         | nd.         | nd.         | 3.          | nd.         | –           |

### Puchar Świata

#### Miejsca w klasyfikacji generalnej
| Sezon     | Miejsce |
| --------- | ------- |
| 1977/1978 | ?       |
| 1978/1979 | ?       |
| 1979/1980 | 7.      |
| 1980/1981 | 2.      |
| 1981/1982 | ?       |

#### Miejsca na podium chronologicznie
| Lp. | Dzień       | Rok  | Miejscowość | Konkurencja                | Lokata | Pudła   | Czas biegu | Strata  | Zwycięzca       |
| --- | ----------- | ---- | ----------- | -------------------------- | ------ | ------- | ---------- | ------- | --------------- |
| 1.  | 27 marca    | 1978 | Murmańsk    | Bieg indywidualny na 20 km | 2.     | ?       | ?          | ?       | Nikołaj Krugłow |
| 2.  | 30 marca    | 1979 | Sodankylä   | Bieg indywidualny na 20 km | 1.     | 0+0+0+0 | 1:08:22,0  | –       | –               |
| 3.  | 16 lutego   | 1980 | Lake Placid | Bieg indywidualny na 20 km | 1.     | 0+0+0+0 | 1:08:16,3  | –       | –               |
| 4.  | 19 lutego   | 1980 | Lake Placid | Sprint na 10 km            | 3.     | 0+1     | 32:10,69   | +58,5   | Frank Ullrich   |
| 5.  | 22 stycznia | 1981 | Anterselva  | Bieg indywidualny na 20 km | 3.     | ?       | 1:13:10,9  | +1:11,8 | Eirik Kvalfoss  |
| 6.  | 24 stycznia | 1981 | Anterselva  | Sprint na 10 km            | 1.     | 1       | 32:56,9    | –       | –               |
| 7.  | 28 stycznia | 1981 | Ruhpolding  | Bieg indywidualny na 20 km | 3.     | 1       | 1:08:27,4  | +2:00,9 | Władimir Alikin |